# سیارک ۳۸۲۴۵
سیارک ۳۸۲۴۵ (به انگلیسی: 38245 Marcospontes، نامگذاری:1999PF4) سی و هشت هزار و دویست و چهل و پنجمین سیارک کشف شده‌است که در ۱۲ اوت ۱۹۹۹ کشف شد.